# Louis Auguste d’Affry
Louis Auguste d’Affry (ur. 28 lutego 1713 w Wersalu, zm. 10 czerwca 1793 w Saint-Barthélemy) – francuski wojskowy i dyplomata pochodzenia szwajcarskiego.
Kawaler Orderu św. Ludwika (Grand-croix de Saint-Louis – 1779), jedyny Szwajcar będący kawalerem Orderu Św. Ducha (chevalier du Saint-Esprit – 1784). Honorowy członek Akademii Architektury. Członek loży masońskiej Société Olympique od roku 1786.
Jego ojcem był szwajcarski (francuskojęzyczny) arystokrata z Fryburga François d’Affry (1667-1734), a matką Marie-Elisabeth d'Alt, córka Prothaisa d'Alt pułkownika wojsk na Sardynii, colonel au service de Sardaigne.
Louis Auguste kształcił się na oficera jako kadet w gwardii szwajcarskiej (Gardes suisses) od roku 1725. W roku 1744 został brygadierem, następnie marszałkiem polnym (maréchal de camp – 1748), pułkownikiem (lieutenant-général – 1758), pułkownikiem Gardes suisses (1767).
Wysłannik (Ministre plénipotentiaire) Ludwika XV (1755), a potem ambasador zwyczajny (1759-1762) przy Stanach Generalnych Holandii.
Był nieformalnym ambasadorem interesów szwajcarskich oficerów w Wersalu. Po ucieczce Ludwika XVI w roku 1791 przysiągł wierność Zgromadzeniu Narodowemu (21 VI). Próbował utrzymać neutralność w walce rewolucyjnej. Aresztowany 10 sierpnia roku 1792, zwolniony 2 września. Zadbał o potwierdzenie formalności dotyczących istnienia gwardii szwajcarskiej.

## Archiwalia
- -Fonds, AEF; Musée gruérien et Bibl. publique, Bulle